# 戒覚
戒覚（かいかく）は平安時代後期の入宋僧。俗姓は中原氏。

## 経歴
比叡山に入り、40年修行。伝灯大法師となる。その後、播磨国実報寺、同国引摂寺へ移る。
永保2年・元豊5年（1082年）9月5日、三年待った末に、勅許を得ず、弟子と共に博多にて宋の商人・劉琨の船に乗り込み宋へ向かった。彼らは、船底に隠れて、用便せぬように飲食を我慢していたという。船は13日まで北崎浦で風待ちし、21日に明州へたどり着いた。
12月11日、明州を出発し、船で開封に向かう。70日かけて翌元豊6年（1083年）2月20日、開封に着いた。途中、宋州で象を見たことを『渡宋記』に書いている。開封では戒壇院へ寄留し、3月5日には神宗に朝見し、紫衣を賜った。
5月8日、五台山に向け出発。6月8日、五台山真容院に到着。11日、戒覚と弟子の仙勢の真容院への永住が認められた。15日、五色の光を放つ「菩薩石」、五台山の土と茸、『渡宋記』を引摂寺へ託すと書いて、『渡宋記』を擱筆した。おそらく、帰国する弟子の隆尊が持ち帰ったと思われる。
『万代和歌集』に1首、また『渡宋記』にも2首の和歌がある。

## 『渡宋記』
戒覚の日記で、永保2年（1082年）9月5日から始まり、元豊6年（1083年）6月15日で終わる。現存するのは、寛喜元年（1229年）に実報寺の実尊が筆写した抄本が宮内庁にある。1960年に再発見され、従来南宋（1127-1279）期に渡宋したと思われていたことが、覆された。